# Jerome Sinclair
Jerome Terence Sinclair (Birmingham, 20 settembre 1996) è un ex calciatore inglese, di origini giamaicane, di ruolo attaccante.

## Carriera

### Club
Dopo essere cresciuto nel settore giovanile del West Bromwich Albion, nell'estate del 2011 viene tesserato dal Liverpool, con cui batte il precedente primato di Jack Robinson quale giocatore più giovane ad aver esordito con i Reds il 26 settembre 2012, all'età di 16 anni e sei giorni, in occasione della partita di Football League Cup vinta per 1-2 proprio contro la sua ex squadra. Il 16 marzo 2015 viene ceduto in prestito al Wigan fino al termine della stagione; con la squadra militante in Championship colleziona una sola presenza, il giorno seguente al suo arrivo, sostituendo all'82º minuto Marc-Antoine Fortuné nella gara persa per 0-2 contro il Watford. Dopo essere tornato al Liverpool, nel corso della stessa stagione fa il suo esordio in Premier League il 10 maggio, nel pareggio per 1-1 contro il Chelsea, entrando al 68º al posto di Rickie Lambert. Segna la sua prima rete nei professionisti l'8 gennaio 2016, nella partita di FA Cup terminata 2-2 contro l'Exeter City, squadra di quarta divisione.
L'8 giugno seguente si trasferisce al Watford, con cui firma un contratto quinquennale. Dopo aver collezionato sette presenze totali, con una rete segnata, nella prima parte di stagione agli Hornets, il 31 gennaio 2017 viene ceduto in prestito al Birmingham City. Tornato al Watford, dall’estate del 2018 è di nuovo in prestito prima al Sunderland, poi all’Oxford United e dal 29 giugno 2019 al VVV-Venlo in Olanda.

### Nazionale
Ha giocato nelle nazionali giovanili inglesi Under-16 ed Under-17.

## Statistiche

### Presenze e reti nei club
Statistiche aggiornate al 30 novembre 2020.
| Stagione         | Squadra          | Campionato       | Campionato | Campionato | Coppe nazionali | Coppe nazionali | Coppe nazionali | Coppe continentali | Coppe continentali | Coppe continentali | Altre coppe | Altre coppe | Altre coppe | Totale | Totale |
| Stagione         | Squadra          | Comp             | Pres       | Reti       | Comp            | Pres            | Reti            | Comp               | Pres               | Reti               | Comp        | Pres        | Reti        | Pres   | Reti   |
| ---------------- | ---------------- | ---------------- | ---------- | ---------- | --------------- | --------------- | --------------- | ------------------ | ------------------ | ------------------ | ----------- | ----------- | ----------- | ------ | ------ |
| 2012-2013        | Liverpool        | PL               | -          | -          | FACup+CdL       | 0+1             | 0               | UEL                | -                  | -                  | -           | -           | -           | 1      | 0      |
| mar.-apr. 2015   | Wigan            | FLC              | 1          | 0          | FACup+CdL       | -               | -               | -                  | -                  | -                  | -           | -           | -           | 1      | 0      |
| mag. 2015        | Liverpool        | PL               | 2          | 0          | FACup+CdL       | -               | -               | UEL                | -                  | -                  | -           | -           | -           | 2      | 0      |
| 2015-2016        | Liverpool        | PL               | 0          | 0          | FACup+CdL       | 2+0             | 1+0             | UEL                | -                  | -                  | -           | -           | -           | 2      | 1      |
| Totale Liverpool | Totale Liverpool | Totale Liverpool | 2          | 0          |                 | 3               | 1               |                    | -                  | -                  |             | -           | -           | 5      | 1      |
| 2016-gen. 2017   | Watford          | PL               | 5          | 0          | FACup+CdL       | 2+0             | 1+0             | -                  | -                  | -                  | -           | -           | -           | 7      | 1      |
| gen.-mag. 2017   | Birmingham City  | FLC              | 5          | 0          | FACup+CdL       | -               | -               | -                  | -                  | -                  | -           | -           | -           | 5      | 0      |
| 2017-2018        | Watford          | PL               | 3          | 0          | FACup+CdL       | 0+0             | 0               | -                  | -                  | -                  | -           | -           | -           | 3      | 0      |
| 2018-gen. 2019   | Sunderland       | FL1              | 13         | 1          | FACup+CdL       | 3+3             | 0+1             | -                  | -                  | -                  | -           | -           | -           | 19     | 2      |
| gen.-mag. 2019   | Oxford United    | FL1              | 16         | 4          | FACup+CdL       | -               | -               | -                  | -                  | -                  | -           | -           | -           | 16     | 4      |
| 2019-2020        | VVV-Venlo        | ERE              | 23         | 0          | CO              | 1               | 0               | -                  | -                  | -                  | -           | -           | -           | 24     | 0      |
| sett.-ott. 2020  | Watford          | FLC              | -          | -          | FACup+CdL       | 0+2             | 0+0             | -                  | -                  | -                  | -           | -           | -           | 2      | 0      |
| 2020-2021        | CSKA Sofia       | A-PFG            | 4          | 1          | CB              | -               | -               | UEL                | 4                  | 0                  | -           | -           | -           | 8      | 1      |
| Totale Watford   | Totale Watford   | Totale Watford   | 8          | 0          |                 | 4               | 1               |                    | -                  | -                  |             | -           | -           | 12     | 1      |
| Totale carriera  | Totale carriera  | Totale carriera  | 72         | 6          |                 | 15              | 3               |                    | 4                  | 0                  |             | -           | -           | 91     | 9      |

## Palmarès

### Competizioni nazionali
- Coppa di Bulgaria: 1

CSKA Sofia: 2020-2021